# Igor-ének

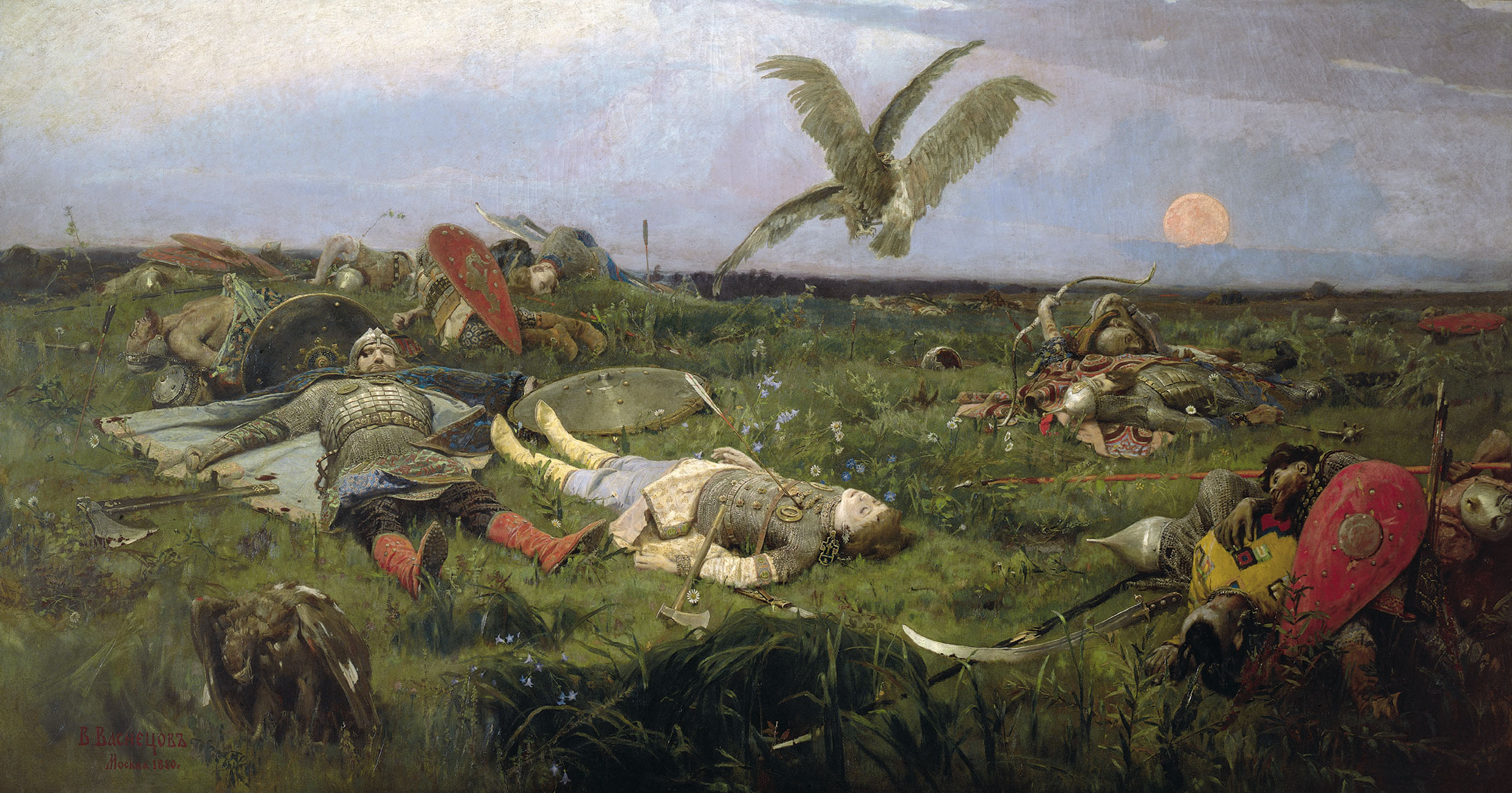
Vasznyecov: A csatatér Igor veresége után, 1880

Az Igor-ének (vagy: Ének Igor hadáról) az egyik legrégibb orosz irodalmi nyelvemlék, eposz. (Oroszul: Слово о полку Игореве). Tárgya II. Igor novgorod–szeverszki fejedelem (1151–1202) 1185. évi hadjárata a polovecek (kunok) ellen.
A rabló, nomád kunok a 11. század közepe óta háborgatták betöréseikkel a részfejedelemségekre szakadt Oroszországot. 1184-ben III. Szvjatoszláv kijevi nagyfejedelem vezetésével az egyesült orosz csapatok győzelmet arattak felettük, de a hadjáratról lekésett Igor, dicsőségről álmodozva újabb meggondolatlan hadjáratot indított ellenük, amelynek során az orosz sereg teljesen megsemmisült. Igor fogságba került, de sikerült megszöknie.
A mű eredetileg prózában íródott, de költőisége, belső ritmikája arra ösztönözte az orosz költőket, hogy később verses formába ültessék át. Az Igor-énekből merítette tárgyát Borogyin Igor herceg c. operájához, és sok más képzőművészeti és zenei alkotás forrása is.

## Keletkezése
Az eposz keletkezésének időpontját illetően három elmélet létezik:
- 12. század
- 13–14. század
- 17. századi hamisítvány.[1]

A szerzőt illetően szintén megoszlik a kutatók véleménye. Egyes feltételezések szerint a költő valamelyik druzsinának a tagja volt, de azt nem tudni, kinek a druzsinűjában. Más vélemények szerint udvari költő lehetett valamelyik fejedelem udvarában.
A kéziratra 1795-ben találtak rá egy jaroszlavi gyűjteményben, és nyomtatásban 1800-ban adták ki először. A kézirat 1812-ben, a moszkvai tűzvészben megsemmisült. A 20. században előkerült egy II. Katalin számára készült másolat.

## Magyarul
- Ének Ihor hadairól és a palócokról. Ukrán népi hősköltemény; ford. Varga Bálint, Sztripszky Hiador; Kókai, Bp., 1916 (Ukrán könyvtár)
- Ének Igor hadáról. Orosz hősköltemény a XII. századból; ford., bev. Képes Géza; Új Magyar Kiadó, Bp., 1956
- Ének Igor hadáról. Hősköltemény a XII. századból az oroszok és palócok harcáról; ford., bev. Szova Péter; Kárpátontúli Területi Kiadó, Uzshorod, 1958
- Ének Igor hadáról; ford., utószó, jegyz. Képes Géza; 2. jav. kiad.; Magyar Helikon–Európa, Bp., 1974